# Agermynte
Agermynte (Mentha arvensis), ofte skrevet ager-mynte, er en 5-50 centimeter høj plante i læbeblomst-familien. Det er en flerårig, nedliggende eller opstigende, grenet plante med underjordiske udløbere. Den har elliptiske eller ægformede savtakkede blade. Blomsterkransene er adskilt af stængelbladlignende støtteblade og danner ikke en aks- eller hovedformet stand øverst på stænglen. Kronen er lilla. Bægeret er klokkeformet med tænder, der er kortere end de er brede eller lige så lange som brede. Agermynte findes i den nordlige halvkugles tempererede område.
I Danmark er arten temmelig almindelig ved ferskvand og på fugtig agerjord. Den blomstrer i juli til september.